# V443 Большой Медведицы
V443 Большой Медведицы (лат. V443 Ursae Majoris) — двойная затменная переменная звезда типа W Большой Медведицы (EW) в созвездии Большой Медведицы на расстоянии (вычисленном из значения параллакса) приблизительно 1184 световых лет (около 363 парсеков) от Солнца. Видимая звёздная величина звезды — от +13,5m до +13,25m. Орбитальный период — около 0,2222 суток (5,3338 часов).